# Serie A2 1995-1996 (pallacanestro maschile)
Il campionato di Serie A2 di pallacanestro maschile 1995-1996 rappresenta la seconda categoria della pallacanestro italiana.
La stagione prevede una prima fase dove le 14 società iscritte si incontrano in un girone all'italiana con partite di andata e ritorno (la vittoria vale 2 punti, la sconfitta 0). A seguire c'è una seconda fase, detta ad orologio, dove ogni squadra incontra in casa le 3 squadre che la seguono in classifica, fuori casa le 3 squadre che la precedono. Le prime 10 squadre della classifica finale partecipano ai play-off divise in 2 gruppi, le cui rispettive vincenti vengono promosse in Serie A1. Le ultime 2 classificate retrocedono in Serie B1.
La Pallacanestro Cantù e la Reyer Venezia conquistano la promozione nella massima serie al vincendo le finali play-off rispettivamente contro Reggio Emilia e Rimini. In seguito, il Venezia è fallito e non è stato ammesso alla massima serie.

## Stagione regolare

### Classifica[1]
|  |     | Classifica finale 1995-1996 | Pt | G  | V  | P  | PtF  | PtS  |
|  | --- | --------------------------- | -- | -- | -- | -- | ---- | ---- |
|  | 1.  | Pall. Cantù                 | 50 | 32 | 25 | 7  | 2697 | 2432 |
|  | 2.  | Reyer Venezia               | 42 | 32 | 21 | 11 | 2764 | 2737 |
|  | 3.  | Juvecaserta                 | 40 | 32 | 20 | 12 | 2533 | 2421 |
|  | 4.  | Pall. Reggiana              | 36 | 32 | 18 | 14 | 2808 | 2774 |
|  | 5.  | Napoli Basket               | 36 | 32 | 18 | 14 | 2787 | 2778 |
|  | 6.  | Basket Rimini               | 34 | 32 | 17 | 15 | 2743 | 2693 |
|  | 7.  | Montecatini S.C.            | 32 | 32 | 16 | 16 | 2736 | 2711 |
|  | 8.  | UG Goriziana                | 30 | 32 | 15 | 17 | 2889 | 2905 |
|  | 9.  | Petrarca                    | 30 | 32 | 15 | 17 | 2814 | 2809 |
|  | 10. | A. Costa Imola              | 30 | 32 | 15 | 17 | 2718 | 2711 |
|  | 11. | Dinamo Sassari              | 24 | 32 | 12 | 20 | 2588 | 2648 |
|  | 12. | Fabriano Basket             | 24 | 32 | 12 | 20 | 2611 | 2675 |
|  | 13. | NB Modena                   | 22 | 32 | 11 | 21 | 2577 | 2681 |
|  | 14. | Pall. Trapani               | 18 | 32 | 9  | 23 | 2395 | 2685 |

### Risultati
Lega Basket Tabellone gare Archiviato il 10 dicembre 2014 in Internet Archive.

## Play-off
I play-off sono organizzati su due gironi, A e B. Il primo turno è giocato al meglio delle tre gare, semifinali e finali al meglio delle cinque. Le due vincenti sono promosse in Serie A1.
|  | 1º turno | 1º turno         | 1º turno | 1º turno | 1º turno |  |  | 2º turno | 2º turno         | 2º turno       | 2º turno       | 2º turno       | 2º turno       | 2º turno |    |    | Finali        | Finali        | Finali      | Finali      | Finali | Finali | Finali |  |
|  |          |                  |          |          |          |  |  |          |                  |                |                |                |                |          |    |    |               |               |             |             |        |        |        |  |
|  |          |                  |          |          |          |  |  | 1        | Pall. Cantù      | Pall. Cantù    | Pall. Cantù    | 95             | 101            | 109      |    |    |               |               |             |             |        |        |        |  |
|  | 8        | UG Goriziana     | 70       | 94       | 81       |  |  |          | UG Goriziana     | UG Goriziana   | UG Goriziana   | 80             | 93             | 90       |    |    |               |               |             |             |        |        |        |  |
|  | 9        | Petrarca         | 74       | 82       | 67       |  |  |          |                  |                |                |                |                |          |    |    | Pall. Cantù   | Pall. Cantù   | Pall. Cantù | Pall. Cantù | 92     | 75     | 86     |  |
|  |          |                  |          |          |          |  |  |          |                  | Pall. Reggiana | Pall. Reggiana | Pall. Reggiana | Pall. Reggiana | 73       | 73 | 70 |               |               |             |             |        |        |        |  |
|  |          |                  |          |          |          |  |  | 5        | Napoli Basket    | 92             | 75             | 80             | 97             | 87       |    |    |               |               |             |             |        |        |        |  |
|  |          |                  |          |          |          |  |  | 4        | Pall. Reggiana   | 95             | 120            | 79             | 93             | 100      |    |    |               |               |             |             |        |        |        |  |
|  |          |                  |          |          |          |  |  |          |                  |                |                |                |                |          |    |    |               |               |             |             |        |        |        |  |
|  |          |                  |          |          |          |  |  |          |                  |                |                |                |                |          |    |    |               |               |             |             |        |        |        |  |
|  |          |                  |          |          |          |  |  | 3        | Juvecaserta      | 68             | 88             | 72             | 101            | 66       |    |    |               |               |             |             |        |        |        |  |
|  |          |                  |          |          |          |  |  | 6        | Basket Rimini    | 93             | 81             | 75             | 83             | 96       |    |    |               |               |             |             |        |        |        |  |
|  |          |                  |          |          |          |  |  |          |                  |                |                |                |                |          |    |    | Basket Rimini | Basket Rimini | 70          | 91          | 72     | 88     | 88     |  |
|  | 7        | Montecatini S.C. | 83       | 73       | 93       |  |  |          |                  | Reyer Venezia  | Reyer Venezia  | 84             | 70             | 74       | 74 | 92 |               |               |             |             |        |        |        |  |
|  | 10       | A. Costa Imola   | 60       | 77       | 72       |  |  |          | Montecatini S.C. | 70             | 80             | 85             | 98             | 71       |    |    |               |               |             |             |        |        |        |  |
|  |          |                  |          |          |          |  |  | 2        | Reyer Venezia    | 90             | 76             | 94             | 82             | 74       |    |    |               |               |             |             |        |        |        |  |

## Verdetti
- promossa in serie A1:  Polti Cantù.
Formazione[4]: Thurl Bailey, Fabrizio Valente, Luca Sonego, Alberto Rossini, Simone Moscatelli, Andrea Gianolla, Luca Ceroni, Eros Buratti, Franco Binotto, Alessandro Zorzolo; giocatori svincolati: Marco Molteni, Davide Cristelli, Andrea Bona, Ezio De Piccoli, Stefano Mantica, Alberto Angiolini. Allenatore: Giancarlo Sacco, poi Bruno Arrigoni, poi Gianfranco Lombardi.
- promossa in serie A1:  Reyer Venezia.
Formazione[5]: Nicola Barbiero, Andrea Sciarabba, Alberto Pietrini, Andrea Meneghin, Sergio Mastroianni, Matteo Herich, Massimo Chiarello, Filippo Cattabiani, Steve Burtt, Luca Silvestrin, Matteo Sponchiado; giocatori svincolati: Matteo Fedrigo, Robert Engel, Daniele Benin. Allenatore: Francesco Vitucci.
- Retrocessa in serie B1:  Il Menestrello Modena
- Retrocessa in serie B1:  Tonno Auriga Trapani.
- Esclusa per fallimento societario:  Reyer Venezia